# Bogić Vučković
Bogić Vučković Stratimirović (??) bio je vođa pobunjenika u hercegovačkom sandžaku koji je organizovao ustanak 1737. godine, tokom austrijsko-rusko-turskog rata (1735–39).

## Biografija
Bogić Vučković je rodom iz Trebinja, u Hercegovini. Njegov otac je Vučko Petrović a deda Petar Stratimirović. Rano se preselio u Kraljevinu Srbiju (1718–39). U dokumentima se pominje kao kragujevački trgovac. Prema sačuvanim podacima, Bogić je kupio potvrdu Republike Raguze da potiče od Stracimira Balšića, zetskog gospodara, a zatim se sa potvrdom pojavio u jesen 1737. godine u kancelariji zamenika komandanta Habzburga u Sremskim Karlovcima, zajedno sa Aleksom Miliševićem.  Komandantu je predstavio sebe kao pripadnika plemstva i naglasivši da je pripremio crnogorske narode da pomognu austrijskom caru. Vučković i njegova braća organizovali su ustanak u Hercegovini 1737. godine tokom austrijsko-turskih sukoba na Balkanu, istovremeno pomažući Austrijancima. Posle zauzimanja Beograda (1739), za njihov trud, on i njegova braća su dobili austrijske plemićke titule i dodeljeno im je selo Kulpin koje su naselili. Usvojili su grb srpske srednjovekovne plemićke porodice Kosače.
Potomak Bogić je Stefan Stratimirović, koji je bio srpski pravoslavni mitropolit karlovački od 1790. do 1836. godine.